# Nakajima B5N
De Nakajima B5N (Japans: 中島 B5N) (geallieerde codenaam: Kate) was een Japanse torpedobommenwerper in dienst van de Japanse Keizerlijke Marineluchtmacht. Hij werd gemaakt door Nakajima Hikōki (Engels:Nakajima Aircraft). Het toestel was tussen 1940 en 1944 standaard de torpedobommenwerper tijdens de Tweede Wereldoorlog in de Stille Oceaan. Op 7 december 1941 zonken of beschadigden ze menig Amerikaans oorlogsschip in de haven van Pearl Harbor met hun torpedo's.
De B5N2 werd ontwikkeld uit de B5N1, een bommenwerper gelanceerd vanaf vliegdekschepen. In tegenstelling tot de B5N1 kon de B5N2 zowel met een torpedo als met bommen bewapend worden. De bemanning bestond uit een commandant, de piloot en de radiotelegrafist. Laatstgenoemde was tevens boordschutter. Hoewel dit toestel omstreeks 1940 een van de modernste vliegtuigen was, was het in 1944 absoluut niet meer opgewassen tegen de modernere geallieerde jagers. Er werden in totaal 1149 stuks geproduceerd.
Tijdens de aanval op Pearl Harbor hadden de Japanners een houten kruisconstructie achter aan de torpedo's bevestigd, zodat hun torpedo's na lancering niet té diep onder water gingen. Door de beperkte diepte van de haven (ong. 13,70 m) bleven ze anders in de modder steken, na hun duik in het water. Dit was tevens de reden dat de Japanners vlak boven het water vlogen tijdens de aanval.
Tijdens daaropvolgende zeeslagen in de Stille Oceaan werden ze opnieuw ingezet tegen de Amerikaanse schepen, maar kregen steeds minder de gelegenheid om doelgericht aan te vallen. De nieuwere Amerikaanse jagers schoten hen vaak al uit de lucht voor ze hun doelen bereikten. Daarnaast kregen ze, door hun aanvalsprofiel (laag aanvliegen), tevens een spervuur van escorterende schepen te verwerken, dat bleek bijvoorbeeld eind 1944 en in juni 1945 bij Iwo Jima en Okinawa.

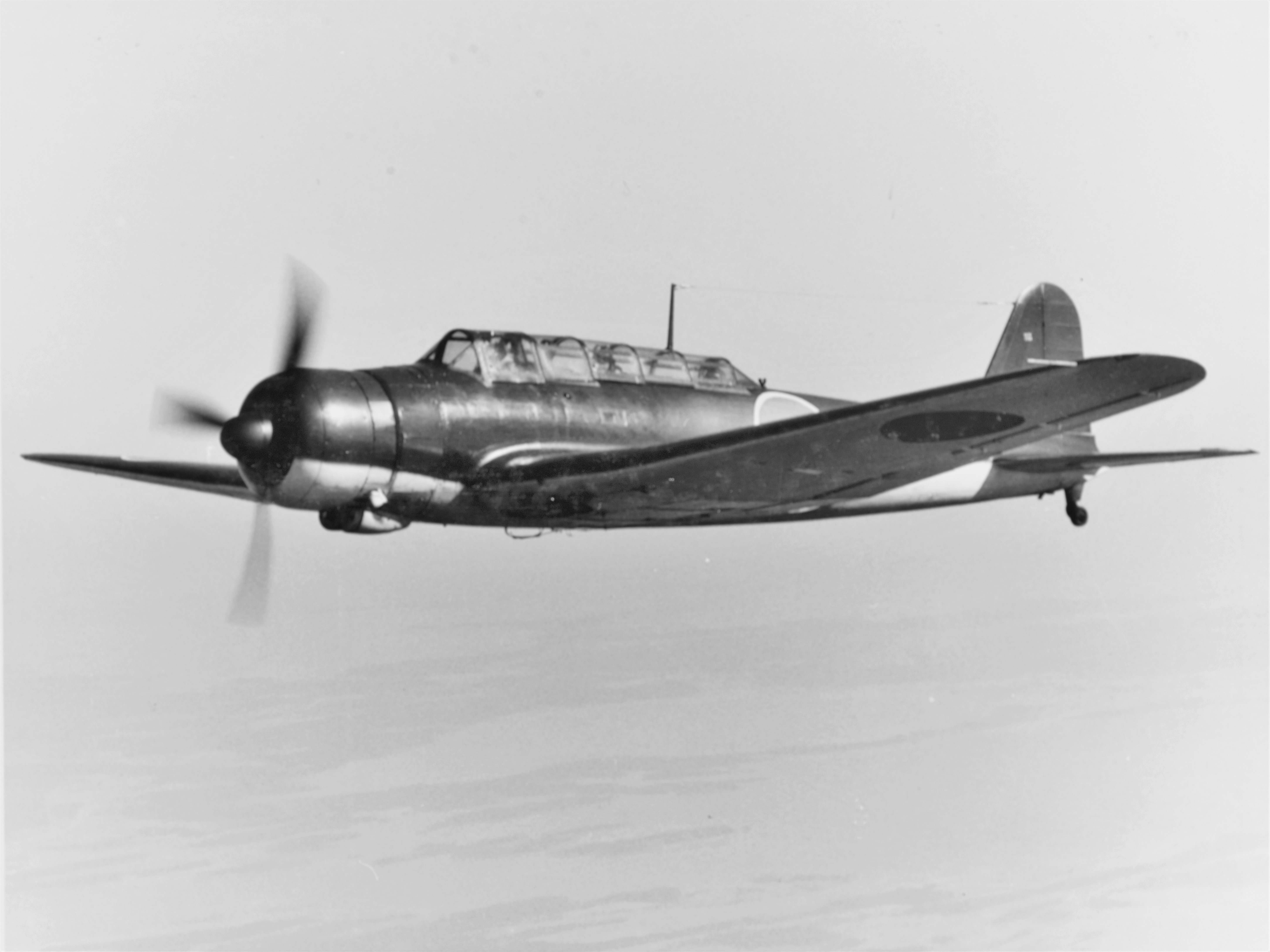
Nakajima in vlucht
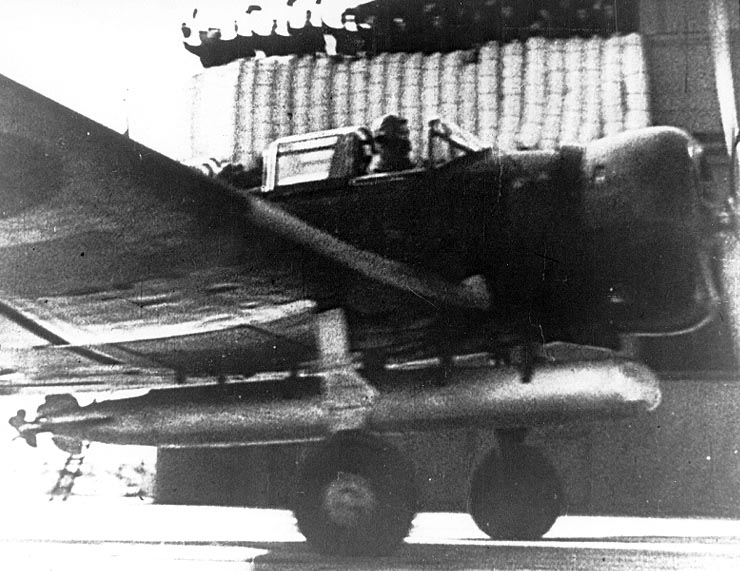
Een Kate stijgt op vanaf het vliegdekschip Akagi